# Beta-Bungarotoxina
La β-bungarotoxina es un tipo de bungarotoxina que es bastante común en los venenos de las serpientes del género Bungarus. 
El blanco de esta neurotoxina se encuentra en la terminación presináptica, donde provoca la liberación de acetilcolina y la subsiguiente disminución de la provisión de acetilcolina en la terminación nerviosa, mediante la unión a las proteínas, por lo general actina.
La proteína consta de dos cadenas.